# ماركسية جديدة

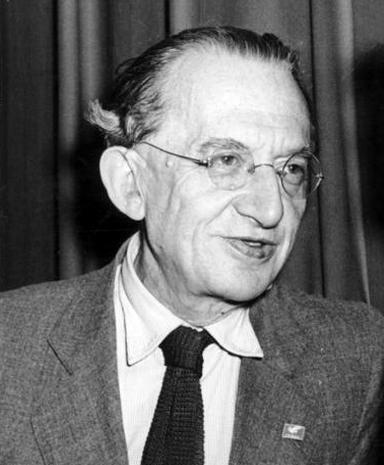
لوكاش، جيورجي، فيلسوف ماركسي مجري وناقد أدبي

الماركسية الجديدة هي مدرسة فكرية ماركسية تشمل مناهج القرن العشرين التي تعدل أو توسع الماركسية ونظريتها عادةً من خلال دمج عناصر من التقاليد الفكرية الأخرى مثل النظرية النقدية أو التحليل النفسي أو الوجودية (في حالة جان بول سارتر).
مثلما هو الحال مع العديد من استخدامات البادئة neo-، حاول بعض المنظرين والجماعات الذين صنفوا على أنهم ماركسيون جدد استكمال أوجه قصور الماركسية الأرثوذكسية أو المادية الديالكتيكية. كان العديد من الماركسيين الجدد البارزين، كهربرت ماركوزه مثلًا وأعضاء آخرين في مدرسة فرانكفورت علماء اجتماع وعلماء نفس.
تأتي الماركسية الجديدة ضمن الإطار الأوسع لليسار الجديد. بالمعنى الاجتماعي، تضيف الماركسية الجديدة فهم ماكس ويبر الأوسع لعدم المساواة الاجتماعية، مثل المكانة والسلطة، إلى الفلسفة الماركسية. تشتمل أمثلة الماركسية الجديدة على الماركسية التحليلية، والماركسية البنيوية الفرنسية، والنظرية النقدية، والدراسات الثقافية، بالإضافة إلى بعض أشكال النسوية. تعد نظرية إيريك أولين رايت لمواقع الطبقات المتناقضة مثالًا على التوفيق بين المعتقدات الموجودة في الفكر الماركسي الجديد، إذ تتضمن علم الاجتماع الفيبري وعلم الإجرام النقدي واللاسلطوية.

## تاريخيًا
تطورت الماركسية الجديدة نتيجة لمشاكل اجتماعية وسياسية عجزت النظرية الماركسية التقليدية عن معالجتها بشكل كافٍ. كان هذا التكرار في التفكير يميل إلى النشر الأيديولوجي السلمي، بدلًا من الأساليب الثورية والعنيفة في كثير من الأحيان سابقًا. من الناحية الاقتصادية، تجاوز القادة الماركسيون الجدد حقبة الغضب العام على الحرب الطبقية وحاولوا تصميم نماذج قابلة للتطبيق من أجل حلها.
هناك العديد من الفروع المختلفة للماركسية الجديدة والتي لا تتفق غالبًا مع بعضها البعض ومع نظرياتهم. بعد الحرب العالمية الأولى، انشق بعض الماركسيين الجدد وشكلوا فيما بعد مدرسة فرانكفورت. لم تعرّف مدرسة فرانكفورت نفسها قط على أنها ماركسية جديدة. قرب نهاية القرن العشرين، أصبحت الماركسية الجديدة والنظريات الماركسية الأخرى لعنة في الثقافات الغربية الديمقراطية والرأسمالية، إذ اكتسب المصطلح دلالات سلبية خلال الذعر الأحمر. لهذا السبب، مال المنظرون الاجتماعيون لنفس الأيديولوجية منذ ذلك الوقت إلى فصل أنفسهم عن مصطلح الماركسية الجديدة. من الأمثلة على هؤلاء المفكرين ديفيد هارفي وجاك فريسكو -مع بعض الغموض المحيط بنعوم تشومسكي- الذي وصفه البعض بأنه ماركسي جديد، لكنه اختلف شخصيًا مع مثل هذه التقييمات. يعتبر البعض الاشتراكية التحررية مثالًا على إعادة تسمية الماركسية الجديدة.

## الاقتصاد الماركسي الجديد
استخدمت مصطلحات الاقتصاد السياسي الماركسي الجديد وما بعد الماركسي والراديكالي للإشارة إلى تقليد متميز للنظرية الاقتصادية في السبعينيات والثمانينيات من القرن الماضي والذي ينبع من الفكر الاقتصادي الماركسي. ارتبط العديد من الشخصيات البارزة بمدرسة المراجعة الشهرية اليسارية. يرتبط النهج الماركسي الجديد لاقتصاديات التنمية بالتبعية ونظريات النظم العالمية. في هذه الحالات، فإن «الاستغلال» الذي يصنفها على أنها ماركسية هو استغلال خارجي، وليس الاستغلال «الداخلي» الطبيعي للماركسية الكلاسيكية.
في الاقتصاد الصناعي، يؤكد النهج الماركسي الجديد على الاحتكار والأوليغارشية بدلًا من الطبيعة التنافسية للرأسمالية. هذا النهج مرتبط بميشاي كاليكي، وبول إيه باران، وبول سويزي.
اعتمد منظرون مثل صمويل باولز، وديفيد جوردون، وجون رومر، وهربرت جينتيس، وجون إلستر، وآدم برزورسكي تقنيات الاقتصاد الكلاسيكي الجديد، بما في ذلك نظرية الألعاب والنمذجة الرياضية، من أجل إثبات المفاهيم الماركسية مثل الاستغلال و الصراع الطبقي.
دمج النهج الماركسي الجديد اقتصاديات غير ماركسية أو «برجوازية» من ما بعد كينز مثل جوان روبنسون ومدرسة بييرو سيرافا للريكارديين الجدد. كان للاقتصاديين البولنديين ميكاي كاليكي وروزا لوكسمبورغ وهنريك غروسمان وآدم برزورسكي وأوسكار لانج تأثيرًا في هذه المدرسة، لا سيما في تطوير نظريات نقص الاستهلاك. بينما شجبت معظم الأحزاب الشيوعية الرسمية النظريات الماركسية الجديدة باعتبارها «اقتصاديات برجوازية»، عمل بعض الماركسيين الجدد كمستشارين للحكومات الاشتراكية أو حكومات العالم الثالث النامية.
على الرغم من كونه اقتصاديًا ماركسيًا أرثوذكسيًا، كان موريس دوب مرتبطًا أيضًا بهذا التيار.